# Neubrunn (Thüringen)
Neubrunn ist eine Gemeinde im Südwesten Thüringens im Landkreis Schmalkalden-Meiningen, zehn Kilometer von der Kreisstadt Meiningen entfernt. Die Gemeinde ist Teil der Verwaltungsgemeinschaft Dolmar-Salzbrücke.

## Geographie
Neubrunn liegt inmitten einer Hügellandschaft am Übergang von der Rhön zum Grabfeld an der Schwelle zu Franken. Durch das Dorf fließt der Bach Jüchse.

## Geschichte
Niunsbrunnen wurde im Jahr 857 erstmals urkundlich erwähnt. 1231 wurde die Neubrunner Kirche erbaut. Die Kirche liegt mitten im Ort und  der wehrhafte Charakter ist jetzt noch zu sehen. Im Westen ist die hohe Kirchhofsmauer und an der westlichen Nordseite sind eine Pforte sowie auf der Nordseite noch Gaden vorhanden. Die Keller erinnern an Burgkeller. Man nimmt an, dass dieser Standort früher ein Burgbezirk war.  Neubrunn entwickelte sich im Laufe der Jahre zu einem Haufendorf.
Der Ort gehörte ursprünglich zur Zent Themar der Grafschaft Henneberg. Bei der Hennebergischen Hauptteilung im Jahr 1274 kamen aus der Zent Themar die beiden Orte Jüchsen und Neubrunn an die Linie Henneberg-Schleusingen und wurden der Vogtei Henneberg zugeordnet, aus der sich später das Amt Maßfeld formte. 1680 kam der Ort zum Herzogtum Sachsen-Meiningen. Zwischen 1366 und 1496 hatten die Herren von Bibra Besitzungen im Ort.
Neubrunn war 1602–1680 von Hexenverfolgungen betroffen: 18 Frauen und zwei Männer gerieten in Hexenprozesse, 14 wurden verbrannt, vier enthauptet. Das letzte Opfer war Magdalena, Sigmund Hennebergers Frau.
Im Jahr 1639 wurde Neubrunn von der Pest entvölkert. 1829 kam Neubrunn in den Besitz des Herzogtums Sachsen-Meiningen und mit diesem später zum Freistaat Thüringen.
Die Gemeinde beging im Jahr 2007 ihr 1150-jähriges Bestehen.

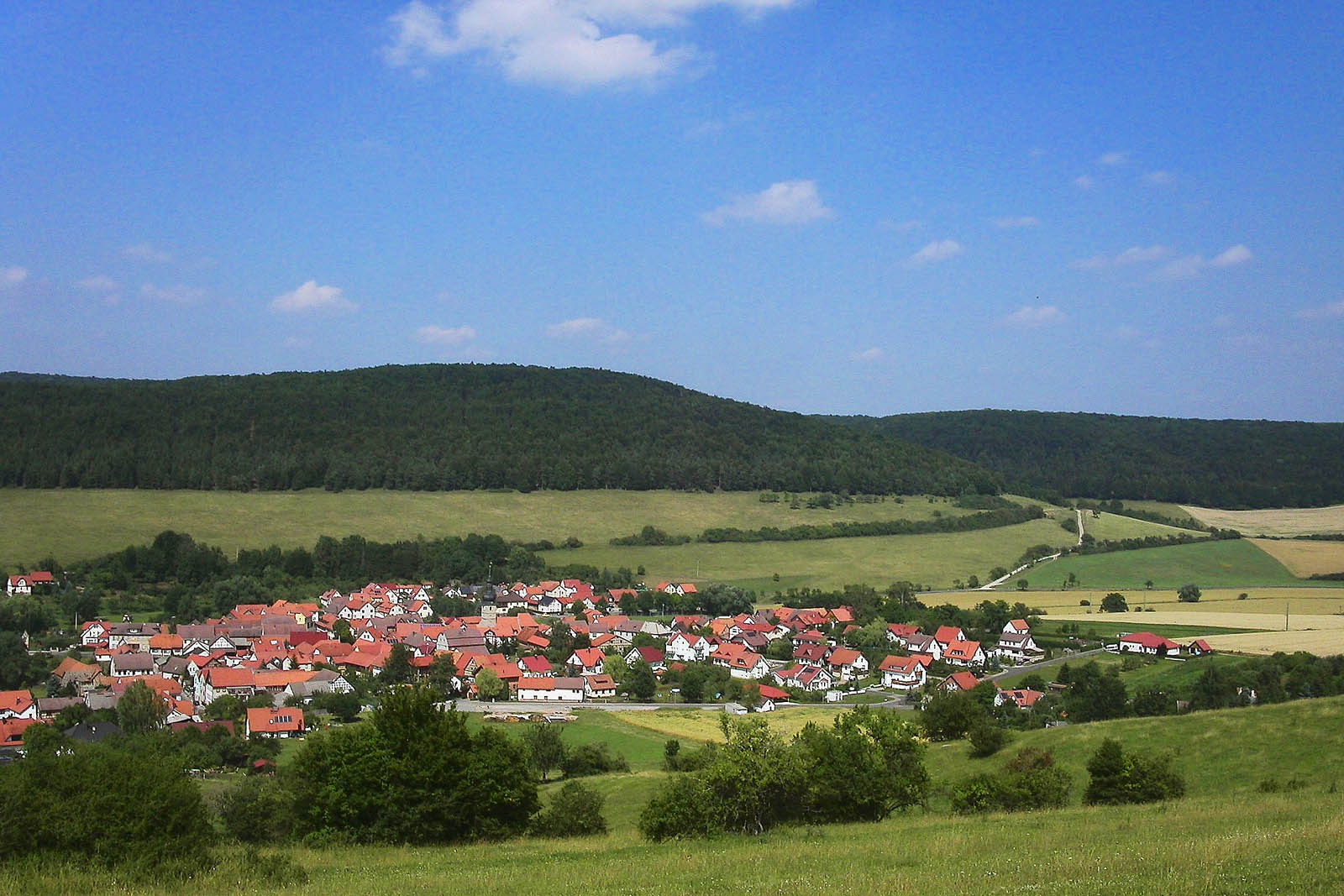
Ansicht vom Dietrichsberg, im Hintergrund Sannertsberg
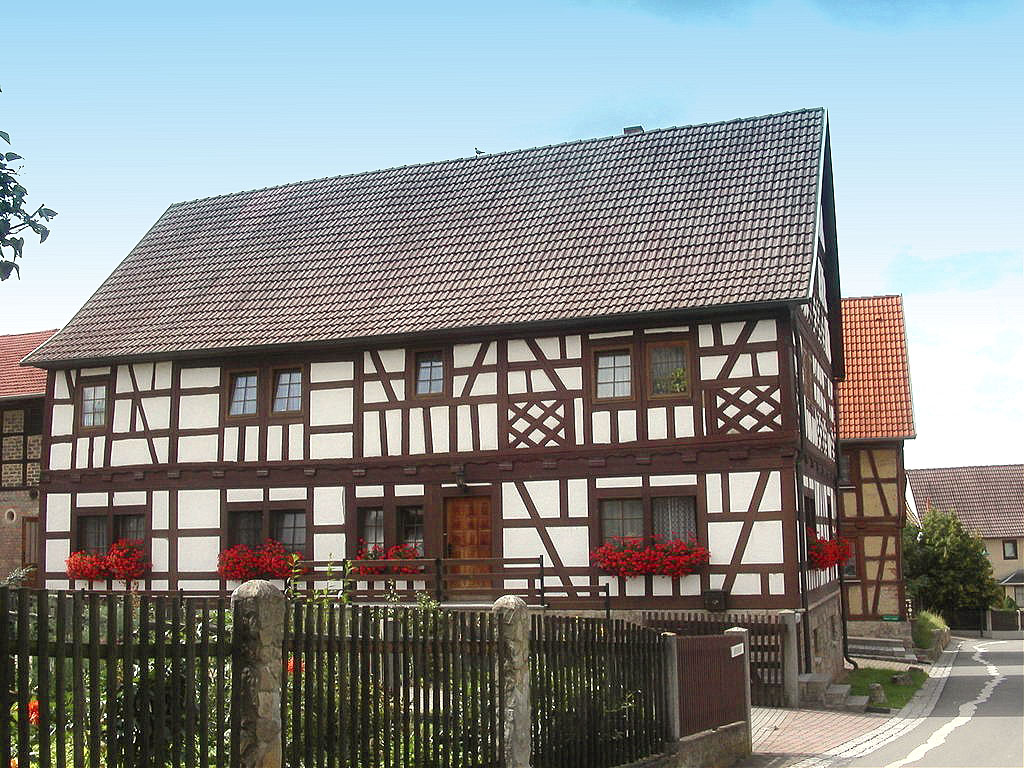
Hennebergisches Fachwerkhaus
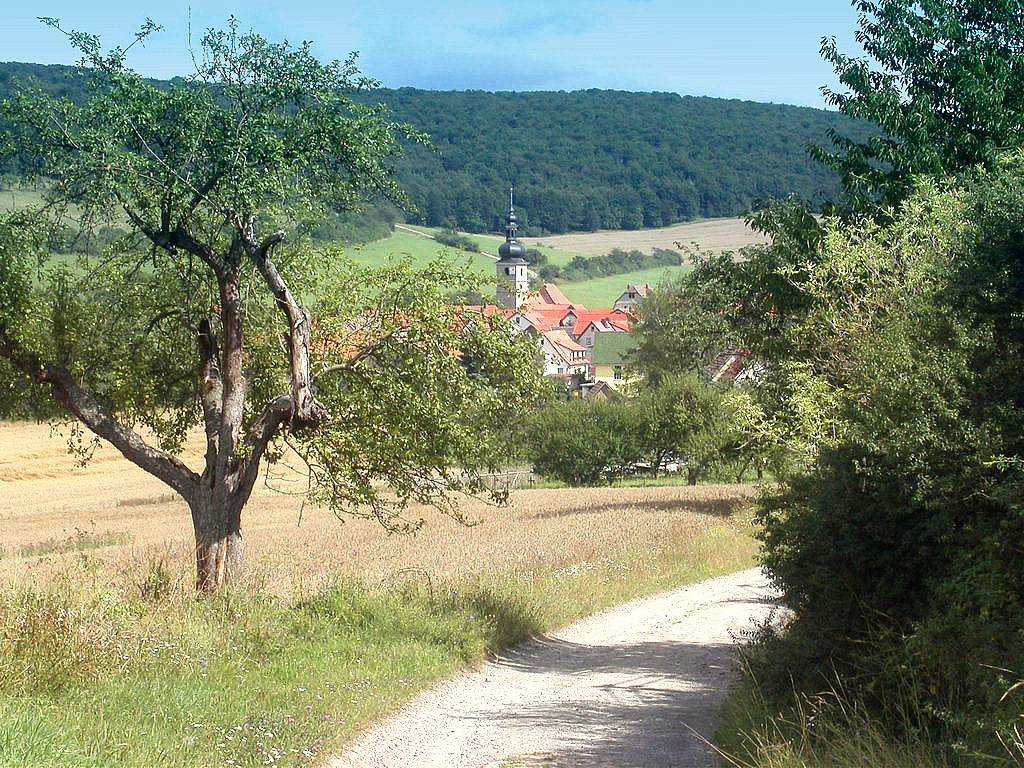
Im Tal der Jüchse
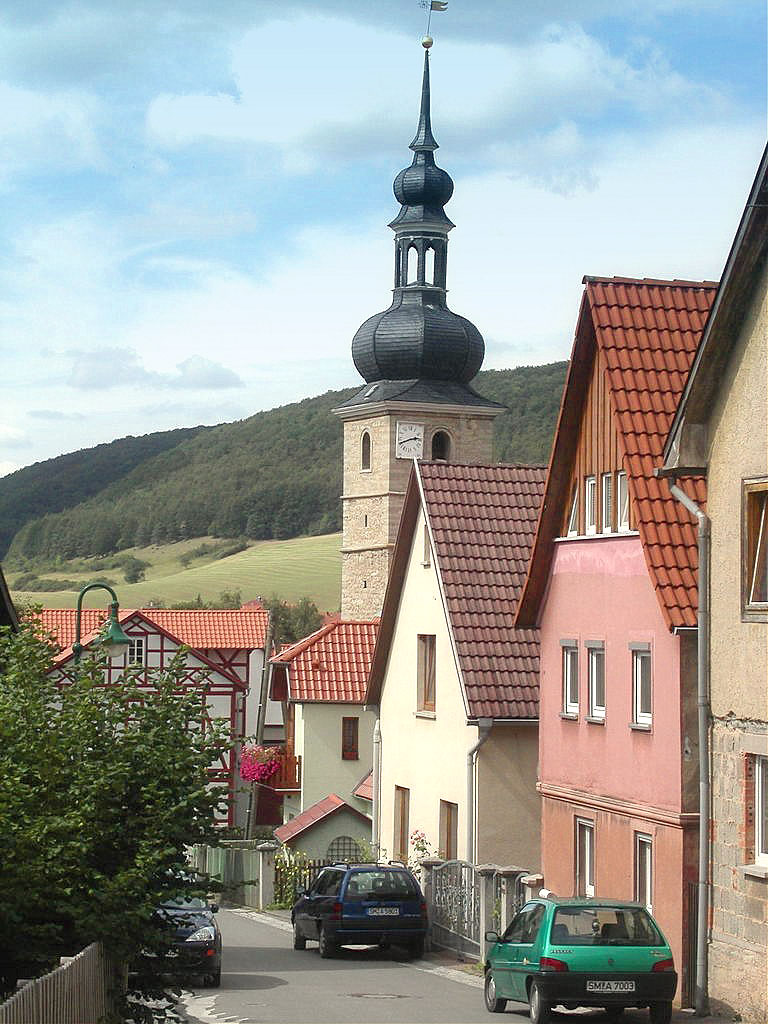
Neubrunner Kirche
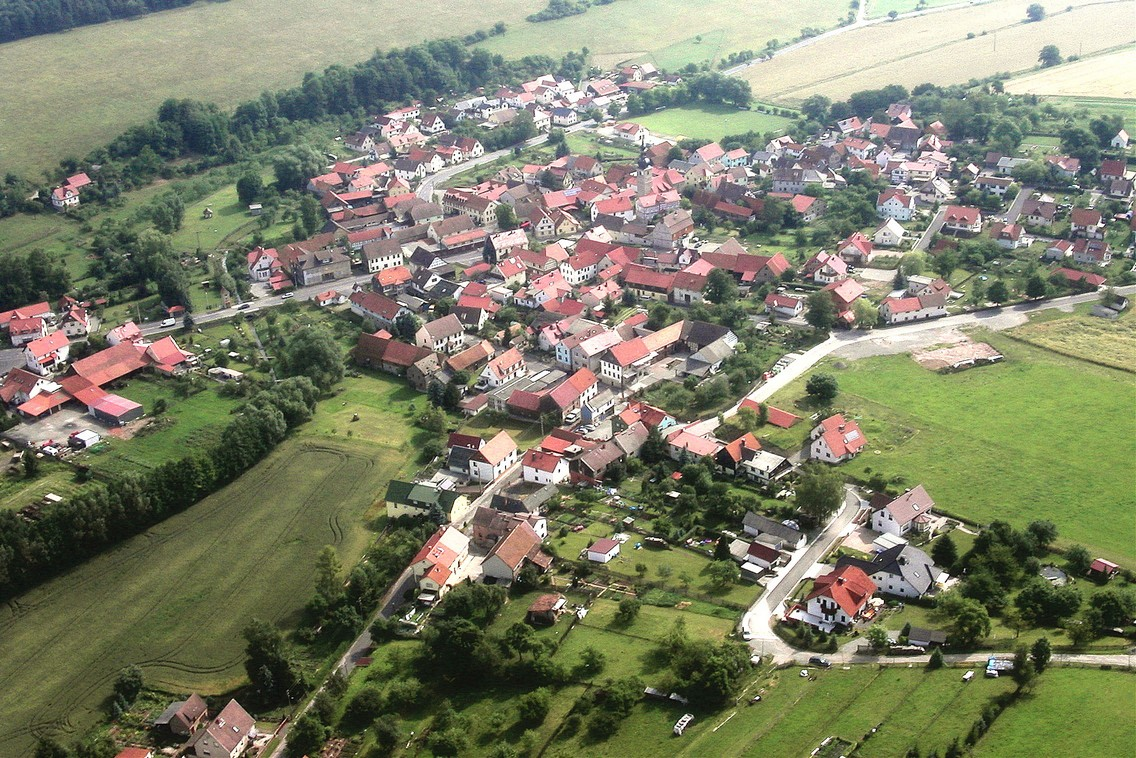
Luftbild aus Richtung Dietrichsberg

## Sehenswürdigkeiten
Zu den unter Denkmalschutz stehenden Gebäuden des Dorfes gehören die Kirche und zwei Fachwerkhäuser. Am Dorfplatz steht das Brauhaus und neben der Kirche befindet sich das Backhaus, in dem regelmäßig unter anderem am Erntedankfest gebacken wird. Über die Ortsgrenze hinweg bekannt ist die in den 1970er Jahren gebaute Neubrunner Berghütte, die nordöstlich des Dorfes liegt. Die Hütte kann gemietet werden, ist jedoch nicht regulär bewirtschaftet. Am Pfingstwochenende findet dort ein großes Pfingsttreffen statt, zu welchem oft mehrere hunderte Gäste kommen.

## Verkehr

### Verkehrsinfrastruktur
Der Ort liegt an der L1131. Sie verbindet Meiningen (ca. 10 km nordwestlich) mit Römhild (ca. 15 km südöstlich) und Bad Königshofen im Grabfeld (ca. 30 km südlich). Der nächstgelegene Autobahnanschluss ist die Anschlussstelle 22 „Meiningen-Süd“ der A 71 (ca. 6 km entfernt). Unweit vom Ort entfernt verläuft über der Landstraße die Talbrücke Jüchsen unmittelbar beim Südportal des Tunnel Eichelbergs.

### Öffentlicher Personennahverkehr
Neubrunn wird montags-freitags mehrmals täglich von der Buslinie 404 Meiningen <> Römhild angefahren. Die Linie 404 wird von der Meininger Busbetriebs GmbH betrieben. Samstags, sonntags und an Feiertagen wird Neubrunn nicht vom Öffentlichen Personennahverkehr angefahren.
Im Nachbardorf Wölfershausen befindet sich ein Bahnhaltepunkt, der im Takt von RB-Zügen der Erfurter Bahn (Unterfranken-Shuttle) angefahren wird.

## Politik
- Linke: 2
- CDU: 2
- FWG: 2

### Gemeinderatswahl 2024
Bei der Gemeinderatswahl am 26. Mai 2024 wurde DIE LINKE mit 35,0 % stärkste Kraft. Auch die Freie Wählergemeinschaft/Sportverein erhielt Zugewinne im Vergleich zu 2019 und erreichte 34,8 %, während die CDU auf 30,1 % fiel. Die Wahlbeteiligung betrug 72,0 % und damit 1,0 % mehr als 2019.

### Bürgermeisterwahl 2022
Bei der Bürgermeisterwahl am 12. Juni 2022 erreichte Arno Schimpf (CDU) 62,7 % und ist seitdem Bürgermeister. Die einzige Gegenkandidatin Katja Gutmann erreichte 37,3 %. Die Wahlbeteiligung betrug 74,1 %.
Zuvor war von 1999 bis 2022 Martin Schellenberger (CDU) Bürgermeister.